# Schlössle (Pfullingen)
Koordinaten: 48° 27′ 56,1″ N, 9° 13′ 23,8″ O

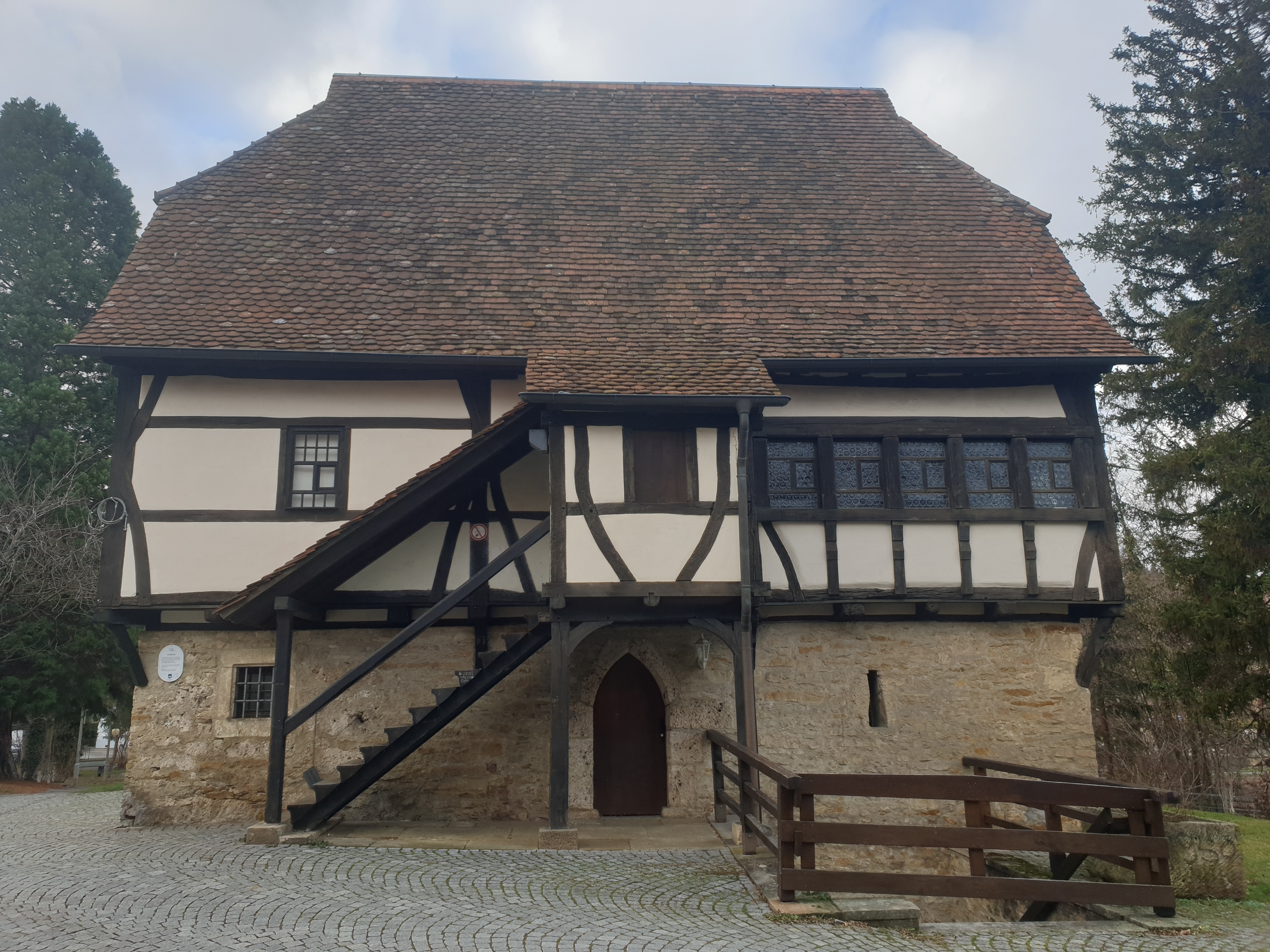
Das Pfullinger Schlössle

Das Schlössle (schwäbisch für Schlösslein) in Pfullingen im Landkreis Reutlingen in Baden-Württemberg ist ein spätmittelalterliches Fachwerkgebäude, das im 15. Jahrhundert von den Pfullinger Ortsadeligen Remp erbaut wurde. Heute beherbergt es das stadtgeschichtliche Museum und zählt zu den bekanntesten Gebäuden der Stadt. Das Schlössle sollte nicht mit dem Schloss Pfullingen verwechselt werden, das sich etwa 130 Meter nordwestlich befindet.

## Beschreibung
Das Schlössle liegt in Pfullingen auf einer Kuppe im nach ihm benannten Schlösslespark oberhalb der Echaz und in direkter Nachbarschaft zur Baumannschen Mühle. Es bildet gemeinsam mit der gegenüberliegenden Schlösslesscheuer und dem Doktorhaus ein Gebäudeensemble in der Mitte des Parks.
Das Gebäude besteht aus einem Sockelgeschoss aus Feldsteinmauerwerk und einem zweigeschossigen Fachwerkaufsatz, der auf allen Seiten um etwa 40 cm auskragt und etwa 12,5 Meter mal 8,0 Meter groß ist. Etwa unter der Hälfte des Gebäudes erstreckt sich außerdem ein Gewölbekeller, der nur durch eine Außentreppe erreichbar ist. Das Dach ist ein Krüppelwalmdach mit Eulenlöchern als Rauchabzug und heute mit Biberschwänzen gedeckt. Über einen Schornstein verfügt das Gebäude nicht. Das Sockelgeschoss besteht aus einem einzigen Raum mit Spitzbogentür, der nur durch schmale Fensteröffnungen erhellt wird. In ihm befinden sich zwei Holzsäulen, die den Aufbau tragen.
Das Obergeschoss ist nicht durch das Sockelgeschoss erreichbar, sondern muss durch eine überdachte Außentreppe betreten werden. Es folgt einem dreischiffigen Aufbau: Zu beiden Seiten des quer zur Straße verlaufenden Erns befinden sich zwei Räume. Auf der, vom Eingang aus betrachtet, rechten Seite liegen vorne die Stube und hinten die ehemalige Küche. Auf der linken Seite befinden sich zwei Kammern. Die Stube verfügt über eine gewölbte Balkendecke und ein über Eck laufendes, vorstehendes Fensterband, einen sogenannten alemannischen Fenstererker. Von außen lässt sich diese Raumeinteilung, einschließlich der gewölbten Stubendecke, am Fachwerk gut erkennen. Der Zwischenraum zwischen der Decke der Stube und dem Fußboden des darüberliegenden Raumes war mit Spreu verfüllt, um die Stube zu isolieren, die, abgesehen von der Küche, als einziger Raum im Gebäude beheizt war. Im Boden der Stube fand man unzählige Schneckenhäuser, von denen man annimmt, dass sie auch der Wärmeisolation dienten. Das Dachgeschoss bildet einen großen Raum mit freigelegtem Fachwerk.

## Geschichte
Weder das Baujahr des Schlössle noch der Bauherr noch die ursprüngliche Funktion des Gebäudes sind überliefert. Eine dendrochronologische Untersuchung des Bauholzes ergab jedoch einen Bauzeitraum zwischen 1448 und 1450. Als Bauherr wird gemeinhin Caspar Remp angesehen, der letzte des Pfullinger Ortsadeligen-Geschlechts der Rempen. Er war zur Zeit des Baus Eigentümer des Baugrundes. 1487 verkaufte Remp seinen gesamten Besitz, darunter auch seinen Wohnsitz, die Rempenburg, an Graf Eberhard im Bart. Es wird insofern davon ausgegangen, dass auch das Schlössle zeitweise in dessen Besitz war, wenngleich es nicht im Kaufvertrag erwähnt wird.
In den Jahrhunderten danach wurde das Gebäude wohl in erster Linie als Wohnhaus genutzt. Ein erster Umbau des Gebäudes erfolgte bereits um das Jahr 1600, als der äußere Treppenaufgang erneuert und ein Anbau errichtet wurde. Zahlreiche weitere Anbauten folgten im Laufe der Jahrhunderte. Ende des 16. Jahrhunderts wurde die Schlösslesscheuer errichtet. Ab 1852 war das Gebäude Teil der Riemenfabrik Klemm, die sich auf der Fläche des heutigen Schlösslesparks befand, und wurde dort als Lager genutzt. 1977 kaufte die Stadt Pfullingen das Fabrikareal Klemm und begann mit der Renovierung des Schlössle und der Schlösslesscheuer. Dabei wurde versucht, den Zustand des Gebäudes aus dem 15. Jahrhundert wiederherzustellen: Zahlreiche nachträgliche Anbauten wurden abgerissen, das verputzte Fachwerk wieder freigelegt, die mittlerweile gemauerten Gefache in den Originalmaterialien (Stakhölzer, um diese herum gewundene Ruten und ein Lehm-Stroh-Gemisch) wiederhergestellt, die Fenster wieder auf Ursprungsgröße verkleinert und der Fenstererker rekonstruiert. Anstatt der originalen Dachdeckung – es wird hier von Mönch und Nonne oder, aufgrund der geringen Stärke der Sparren wahrscheinlicher, Stroh ausgegangen – wurden Biberschwänze von Abbruchhäusern aus dem 18. Jahrhundert verwendet. Die gleichzeitig mit dem Umbau vorgenommenen baugeschichtlichen Untersuchungen ermöglichten weitgehende Rückschlüsse auf den Ursprungszustand des Gebäudes, sodass die Rekonstruktion möglich war. Jedoch wurden auch gewisse Modernisierungen vorgenommen. So erhielt ein das Gebäude aus Stabilitätsgründen einen Stahlbetonboden und eine Fußbodenheizung.
1987 wurden im Schlössle und in der Scheuer das stadtgeschichtliche Museum und nebenan in der Baumannschen Mühle das Mühlenmuseum und das Württembergische Trachtenmuseum eingerichtet. Neben der Nutzung des Gebäudes als Museum kann man in der Stube, die heute auch Rempenstube genannt wird, auch standesamtlich heiraten.

## Stadtgeschichtliches Museum
Im Schlössle und in der Schlösslesscheuer befand sich bis 2022 das stadtgeschichtliche Museum Pfullingens, das vom örtlichen Geschichtsverein betreut wurde. In der Dauerausstellung im Obergeschoss und im Dachgeschoss des Schlössle und in der Schlösslesscheuer fanden sich diverse Exponate aus der Pfullinger Stadtgeschichte, die zum Teil bis in die Zeit der Alemannen zurückreichten. Im Oktober 2022 gab der Geschichtsverein bekannt, die Betreuung des Museums nicht fortzuführen, sodass das Museum nicht mehr öffne.
Im Erdgeschoss des Schlössle veranstaltete der Geschichtsverein zu jährlich wechselnden Themen Sonderausstellungen:
- 2003: Ausstellung privater Gegenstände von Louis Laiblin[7]
- 2004 und 2005: „Kaisersiegel – 1 000 Jahre Herrschaftssymbolik“[8] (2003 konnte die Stadt Pfullingen gemeinsam mit dem Schwäbischen Albverein und dem Geschichtsverein die größte private Siegel-Sammlung Europas aufkaufen, die rund 27.000 Exemplare enthielt)[9]
- 2006: „Pfullinger Brücken im Wandel der Zeit“[10]
- 2007: „100 Jahre Wasserversorgung und 150 Jahre Feuerwehr in Pfullingen“ (in Zusammenarbeit mit der Feuerwehr Pfullingen)[11]
- 2008: „Energiestadt Pfullingen – Die Geschichte der Energie-Selbst-Versorgung Pfullingens“[12]
- 2009 und 2010: „Pfullinger Brauereigeschichte(n)“; ab 2010 zusätzlich „Geschichte(n) vom Pfullinger Most, Wein, Saft und Sprudel“[13]
- 2011 und 2012: „Pfullinger Schlossgeschichte(n) – Schloss und Anwesen, seine Geschichte(n), seine Menschen“[14][15]
- 2013: „Pfullinger Industrie- und Sozialgeschichte(n): Vom Wasserrad zum Motor“[16]
- 2014: „Pfullinger Esskultur – Geschichten zur Ernährung“[17]
- 2015: „Wege aus Krisen und Kriegen in Pfullingen“[18]
- 2016: „Kriege und Not: Pfullingen in Bewegung“ und „100 Jahre Straßenbahn: Pfullingen in Bewegung“ (in Zusammenarbeit mit dem Brauchtumsverein)[19]
- 2017: „Pfullinger Lebensbilder“[20]
- 2018: „Klosterkirche, Kulturarbeit, Kommunikation“[21]
- 2019: „‚Vergessene Berufe‘ – Handwerkskunst, Erfindergeist, Forscherdrang“[22]

2020 war eine Ausstellung zum Thema „Berufe 1920 und 2020“ geplant, die jedoch wegen der COVID-19-Pandemie verschoben werden musste.